# Winnie the Pooh: Blood and Honey 2
Winnie the Pooh: Blood and Honey 2 ist ein britischer Slasher-Film von Regisseur Rhys Frake-Waterfield, der am 26. März in die US-amerikanischen und am 25. April 2024 in die deutschen Kinos kam. Beim Independent-Film handelt es sich um eine Fortsetzung zur Low-Budget-Produktion Winnie the Pooh: Blood and Honey (2023), die wiederum lose auf dem Kinderbuch Pu der Bär von A. A. Milne basiert. Die Hauptrollen übernahmen Scott Jeffrey als Christopher Robin und Ryan Oliva als Winnie Puuh.

## Handlung
Das Massaker im Hundert-Morgen-Wald hat die Kleinstadt Ashdown gespalten: Ein Teil der Bevölkerung hält die Ausführungen von Christopher Robin über mordende Tiergestalten für Lügen und macht ihn selbst für die Tode verantwortlich, was Christopher schließlich auch seinen Job als Krankenpfleger kostet. Eine kleinere Bevölkerungsgruppe glaubt ihm hingegen und formt eine Bürgerwehr, die Jagd auf Winnie Puuh und seine Freunde macht. Schon bald wird so Ferkel zur Strecke gebracht, doch Puuh schließt sich mit seinen Verbündeten Eule und Tigger zusammen.
Um die Geschehnisse zu verarbeiten, besucht Christopher fortlaufend Sitzungen der Hypnosetherapeutin Mary. Dabei sieht er sich auch mit alten Erinnerungen von seinem Bruder Billy konfrontiert, der im Kindesalter entführt wurde. Durch die Therapie kann Christopher das Gesicht des Kidnappers erkennen und ihn als Cavendish identifizieren – einen alten Kollegen aus dem Krankenhaus. Christopher konfrontiert Cavendish und bringt so in Erfahrung, dass Billy an einen Wissenschaftler verkauft wurde, der Experimente an Kindern durchführte und ihre DNA mit jener von Tieren kreuzte. Die daraus entstandenen Hybridwesen waren allerdings zu gefährlich, sodass der Arzt ihre Kadaver im Wald verscharrte, wo sie wieder zum Leben erweckt wurden. Cavendish selbst nimmt sich nach diesem Geständnis das Leben.
Winnie Puuh, Eule und Tigger haben unterdessen den Hundert-Morgen-Wald verlassen und damit begonnen, wahllose Einwohner Ashdowns abzuschlachten. Puuh sucht dabei gezielt sein ehemaliges Elternhaus auf und tötet Allen und Daphne Robin. Als Christopher von der Ermordung seiner Eltern und der Entführung seiner kleinen Schwester Bunny hört, beschließt er, sich Puuh in einem finalen Kampf zu stellen. Unterstützung bekommt er dabei von seiner Kindheitsfreundin Lexy, die zuvor zunehmend unter Christophers mentalem Zustand leiden musste.
Im Kampf mit Winnie Puuh versucht Christopher, an den im Tierkörper steckenden Billy zu appellieren und so für sich einen Vorteil zu gewinnen. Die Taktik scheint tatsächlich aufzugehen, Puuh wird abgelenkt und mit vereinten Kräften schaffen es Christopher und Lexy, den Bären zu besiegen. Mit der geretteten Bunny treten die beiden Überlebenden die Heimreise an, nicht wissend, dass Puuh und Ferkel von Eule mittels Honig wieder zum Leben erweckt wurden und auf Rache sinnen.

## Produktion

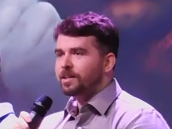
Regisseur und Autor Rhys Frake-Waterfield (2023)

Noch vor der Veröffentlichung von Winnie the Pooh: Blood and Honey bestätigte Regisseur und Drehbuchautor Rhys Frake-Waterfield im November 2022, dass es aufgrund des großen öffentlichen Internet-Hypes erste Pläne für eine Fortsetzung gebe. Diese wurde im Januar 2023 offiziell unter dem Titel Winnie the Pooh: Blood and Honey 2 angekündigt und ist Teil des von Waterfield geplanten Twisted Childhood Universe, in dem auch andere bekannte Kindergeschichten als Horrorfilme adaptiert werden. Nachdem Winnie the Pooh: Blood and Honey an den Kinokasse schließlich ein Vielfaches seiner fünfstelligen Produktionskosten einspielen konnte, stand der Fortsetzung ein erheblich höheres Budget als dem Vorgängerfilm zur Verfügung.
Neben Frake-Waterfield schrieb auch Matt Leslie am Drehbuch mit, nach dessen Aussage die Fortsetzung eine Handlung voller Wendungen habe und den Figuren mehr Tiefe verleihe. Im Vergleich zum Vorgängerfilm wurde ebenso die gesamte Besetzung ausgetauscht; so wurde Christopher Robin mit Produzent Scott Jeffrey, Winnie Puuh mit Ryan Oliva und eine junge Version dieser Figur mit Peter DeSouza-Feighoney neubesetzt. Die Rolle des Tieger, dessen Urheberrechte erst einen Monat vor geplantem Kinostart in die Public Domain übergehen sollen, übernahm Lewis Santer. Als weitere Darsteller schlossen sich Tallulah Evans als weibliche Hauptfigur Lexy und Simon Callow als Cavendish der Besetzung an.
Die Dreharbeiten mit Kameramann Vince Knight erfolgten von September bis Oktober 2023. Die humanoiden Hauptcharaktere erhielten dabei ein neues Figurendesign, für das Maskenbildner Shaune Harrison und Spezialeffektkünstlerin Paula Anne Booker verantwortlich zeichneten. Unter anderem wurden so die Silikonmasken der Hauptfiguren durch solche mit Fell ersetzt.
Ein Trailer zum Film wurde am 5. Februar 2024 veröffentlicht. Winnie the Pooh: Blood and Honey 2 kam am 26. März 2024 limitiert für drei Tage in die US-amerikanischen Kinos. Ein Kinostart in Deutschland erfolgte am 25. April 2024, ehe der Film ab dem 18. Juni auch digital fürs Heimkino verfügbar war.

## Synchronisation
Die deutschsprachige Synchronisation entstand nach einem Dialogbuch von Philip Süß und unter der Dialogregie von Gordon Rijnders bei Think Global Media. Mit Toni Nirschl, Santiago Ziesmer und Roland Hemmo wirkten dabei die Stammsprecher von Winnie Puuh, Ferkel und des Erzählers an der Slasher-Adaption mit.  Auch Joachim Kaps und Hans-Rainer Müller sprachen Tieger und Eule zuvor bereits in der Realverfilmung Christopher Robin.
| Rolle               | Darsteller       | Synchronsprecher    |
| ------------------- | ---------------- | ------------------- |
| Christopher Robin   | Scott Jeffrey    | Konrad Bösherz      |
| Winnie Puuh         | Ryan Oliva       | Toni Nirschl        |
| Eule                | Marcus Massey    | Hans-Rainer Müller  |
| Tigger              | Lewis Santer     | Joachim Kaps        |
| Ferkel              | Eddy MacKenzie   | Santiago Ziesmer    |
| Lexy                | Tallulah Evans   | Rieke Werner        |
| Mark Cavendish      | Simon Callow     | Axel Lutter         |
| Helen „Bunny“ Robin | Thea Evans       | Harley Rose Münzner |
| Alan Robin          | Alec Newman      | Peter Flechtner     |
| Daphne Robin        | Nicola Wright    | Sabine Jaeger       |
| Mary Darling        | Teresa Banham    | Katrin Zimmermann   |
| Erzähler            | Toby Wynn-Davies | Roland Hemmo        |

## Rezeption
Winnie the Pooh: Blood and Honey 2 konnte 46 % der 39 bei Rotten Tomatoes gelisteten Kritiker überzeugen und erhielt dabei eine durchschnittliche Bewertung von 4,6 von 10 Punkten. Als Fazit zieht die Seite, die Fortsetzung stelle in vielerlei Hinsicht eine Verbesserung gegenüber dem Original dar, auch wenn das „Poohniverse“ weiterhin ein Ort für Hardcore-Slasher-Fans bleibe. Bei Metacritic erreichte der Film basierend auf neun Kritiken einen Metascore von 27 von 100 möglichen Punkten. Damit erhielt die Fortsetzung deutlich bessere Rezensionen im Vergleich zu den vernichtenden Urteilen zum Vorgängerfilm, wobei insbesondere die stark überarbeitete Handlung samt blutiger Tötungssequenzen positiv hervorgehoben wurden.
Zu einem positiven Urteil gelangt Luke Y. Thompson vom A. V. Club, für den Winnie the Pooh: Blood and Honey 2 fast alles sei, was Horrorfans heutzutage an den Grindhouse-Kultklassikern verehren würden. Mit einem abgedrehten Sinn für Humor, einer gesunden Portion Respektlosigkeit und gerade genug Talent könne der Film den Blutdurst der Zuschauer stillen und sei genau das Junkfood-Hoch, das er sein wolle. So handle es sich bei Winnie the Pooh: Blood and Honey 2 um Kino in seiner reinsten Punkrock-Form, das als rauer, ungeschliffener und billiger Mittelfinger zum Mainstream fungiere. Der Film punkte dabei auch mit Kreativität in Bezug auf die Beleuchtung, die Inszenierung und das Schauspiel, auch wenn einige Tötungsszenen durch Dunkelheit und Schnitte verdeckt werden mussten, um offensichtliche Budgetlücken zu füllen.
Auch Paul Lê von Bloody Disgusting bescheinigt der Fortsetzung eine bessere Geschichte und insgesamt höhere Produktionswerte. Das von Regisseur Rhys Frake-Waterfield gemeinsam mit Matt Leslie verfasste Drehbuch sei dabei strukturierter und ansprechender, enthalte weniger Redundanzen als der Vorgängerfilm und biete stattdessen abwechslungsreichere Tötungsszenen, nehme sich mitunter aber zu ernst und setzte nur selten auf zufällige Humorspitzen. Der Meta-Touch gebe Winnie the Pooh: Blood and Honey 2 den Raum, die Mängel des Originalfilms gleichzeitig anzuerkennen und die Hintergrundgeschichte zu erweitern. Daneben überzeuge auch die von Andrew Scott Bell komponierte Filmmusik und das nicht mehr nach maskierten Schauspielern aussehende Kreaturendesign. Die Fortsetzung übertreffe so nicht nur den Vorgängerfilm, sondern die auch niedrig angesetzten Erwartungen.
Enttäuscht zeigt sich hingegen Owen Gleiberman von Variety, für den der einzige Horror an Winnie the Pooh: Blood and Honey 2 sei, wie unbekümmert Regisseur Rhys Frake-Waterfield das einst geschätzte geistige Eigentum des Ausgangsmaterials auf Müll reduzieren könne. Die Fortsetzung habe im Vergleich zum ersten Teil zwar eine weitläufigere Geschichte, eine bessere Ausstattung und mit Simon Callow tatsächlich einen namhaften Schauspieler innerhalb der Darstellerriege, sei weiterhin aber ein einziges Durcheinander. So widerspreche die neu eingeführte Hintergrundgeschichte dabei allem, was einst im Vorgängerfilm erzählt wurde. Gleiberman kritisiert darüber hinaus die Umbesetzung des eigentlich passenden Christopher-Robin-Darstellers Nikolai Leon durch Scott Jeffrey, der nun so wirke, als würde er für die Hauptrolle in „The Ed Sheeran Story“ vorsprechen.
Die weltweiten Einnahmen aus Kinovorführungen belaufen sich auf 7,6 Millionen US-Dollar.

## Fortsetzung
Im Zuge des Kinostarts von Winnie the Pooh: Blood and Honey 2 wurde ein dritter Teil innerhalb der Filmreihe angekündigt, der abermals ein höheres Budget zur Verfügung haben und weitere Figuren wie Kaninchen, die Heffalumps und die Wuschel einführen werde. Die Regie übernimmt diesmal Hauptdarsteller Scott Jeffrey, während Richard Stanley das Drehbuch schreibt. Bereits zuvor enthüllte Produzent Rhys Frake-Waterfield die weiterführenden Pläne des sogenannten Twisted Childhood Universe, denen folgend es nach mehreren Solo-Slasherfilmen bekannter Kinderfiguren zum Crossover-Event Poohniverse: Monsters Assemble kommen soll.